# Martin Schongauer

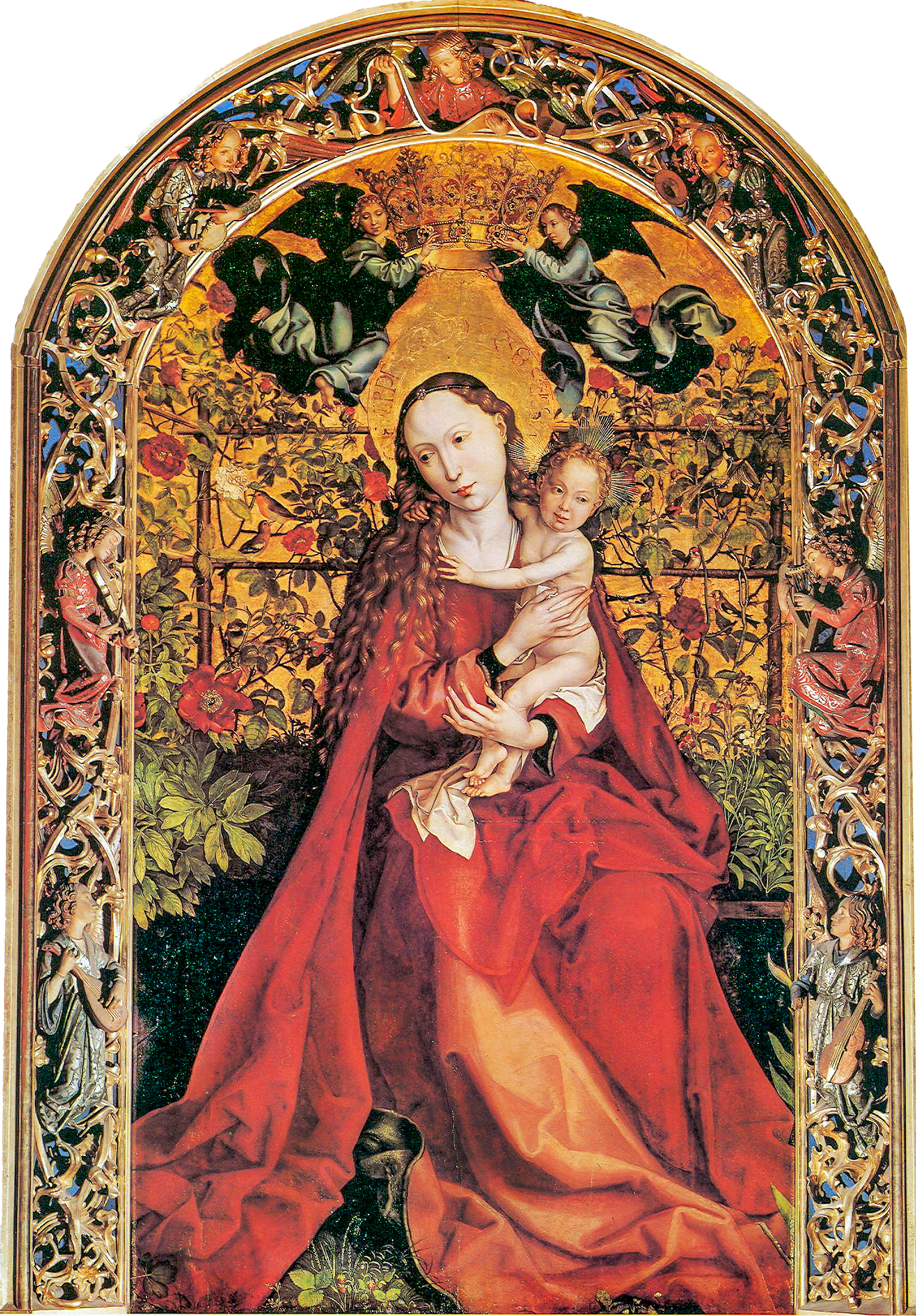
Madonna a rózsalugasban (1478; colmari Szent Márton templom)

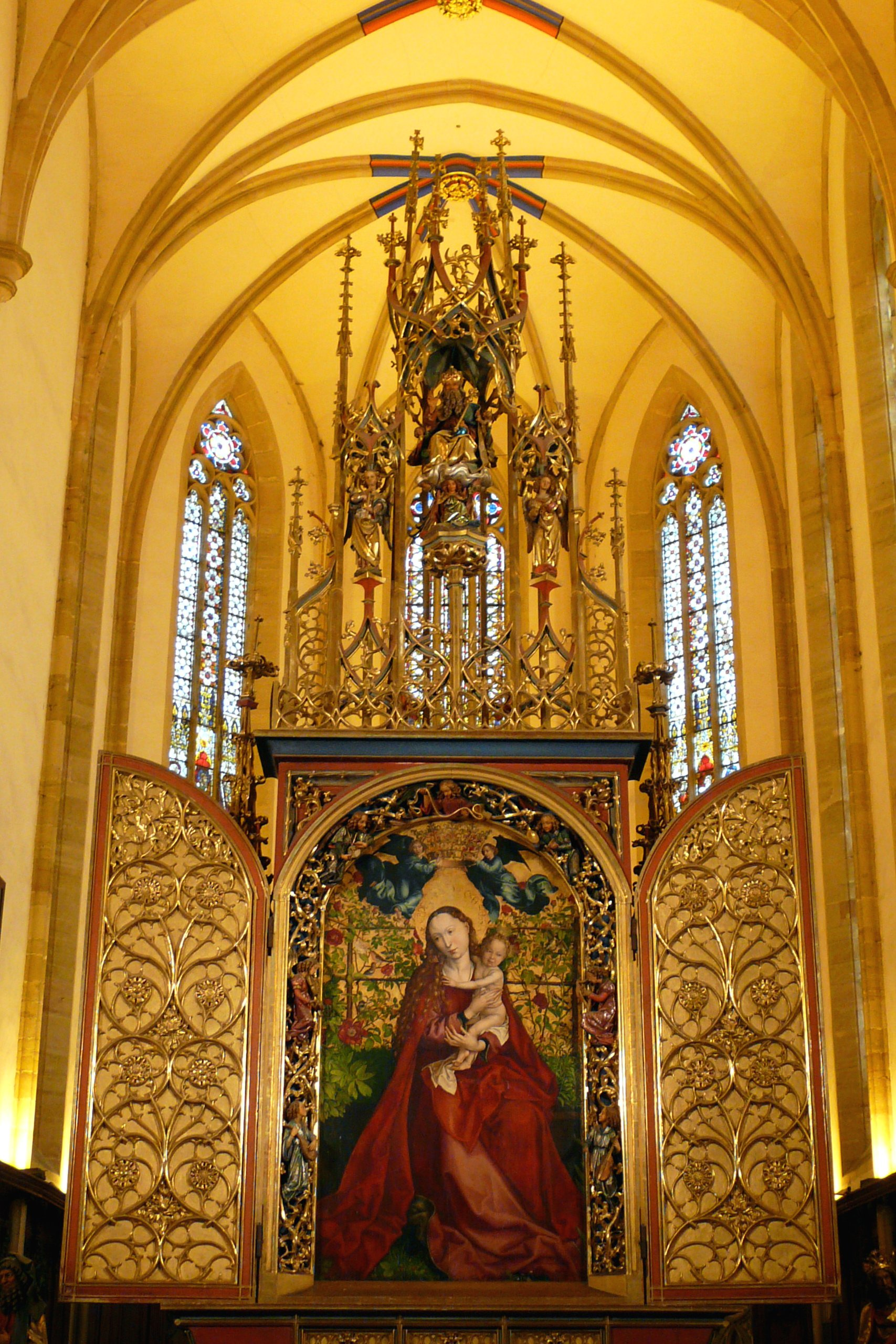
Madonna a rózsalugasban a colmari templomban napjainkban

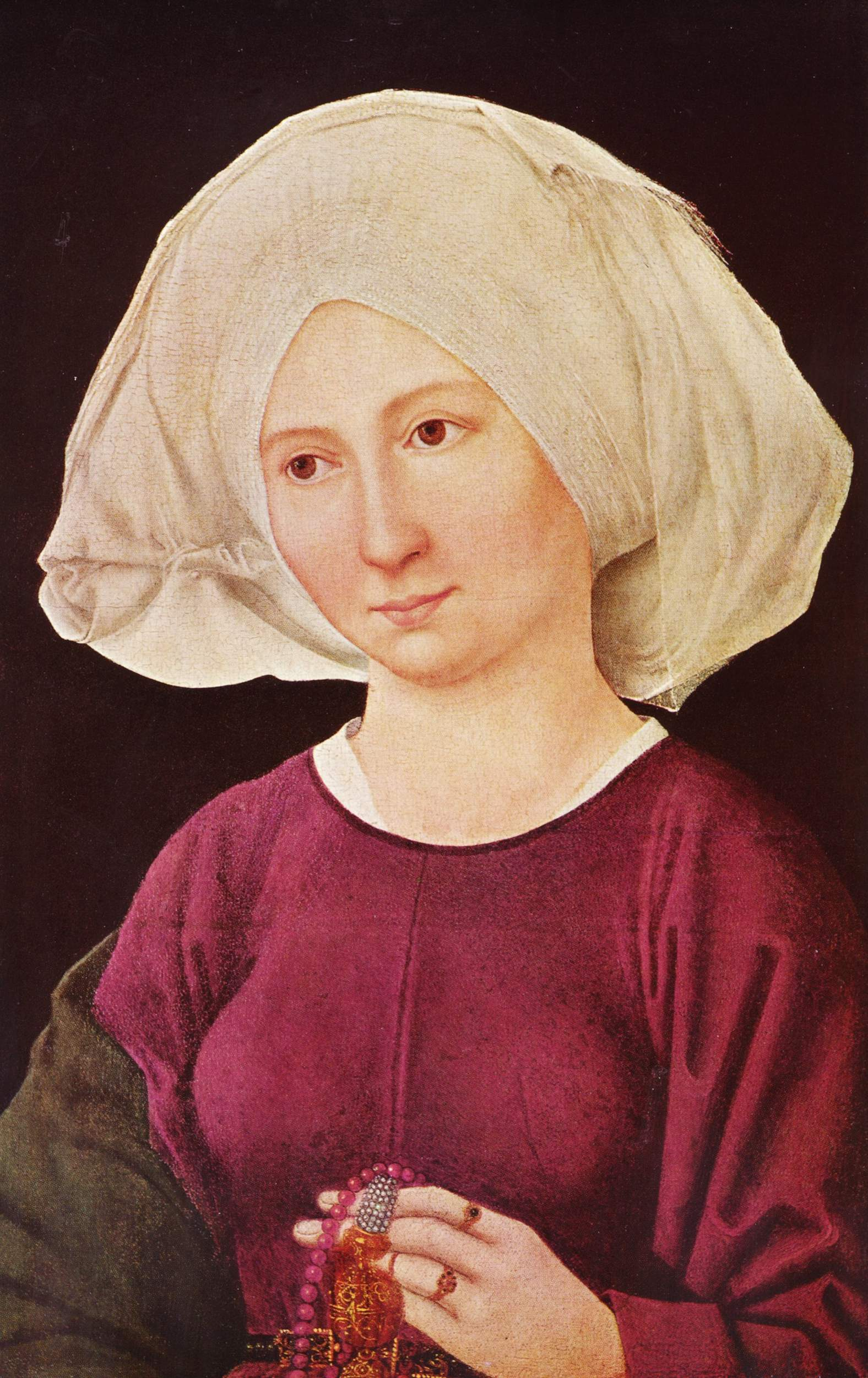
Fiatal nő portréja

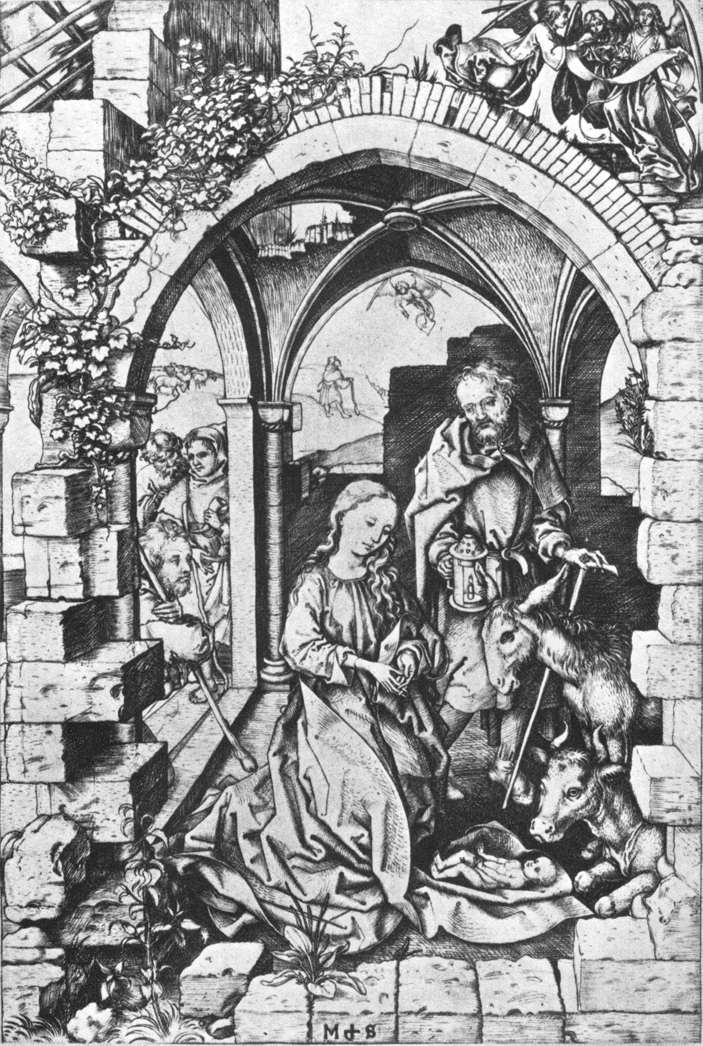
Jézus születése : rézmetszet (1470-73)

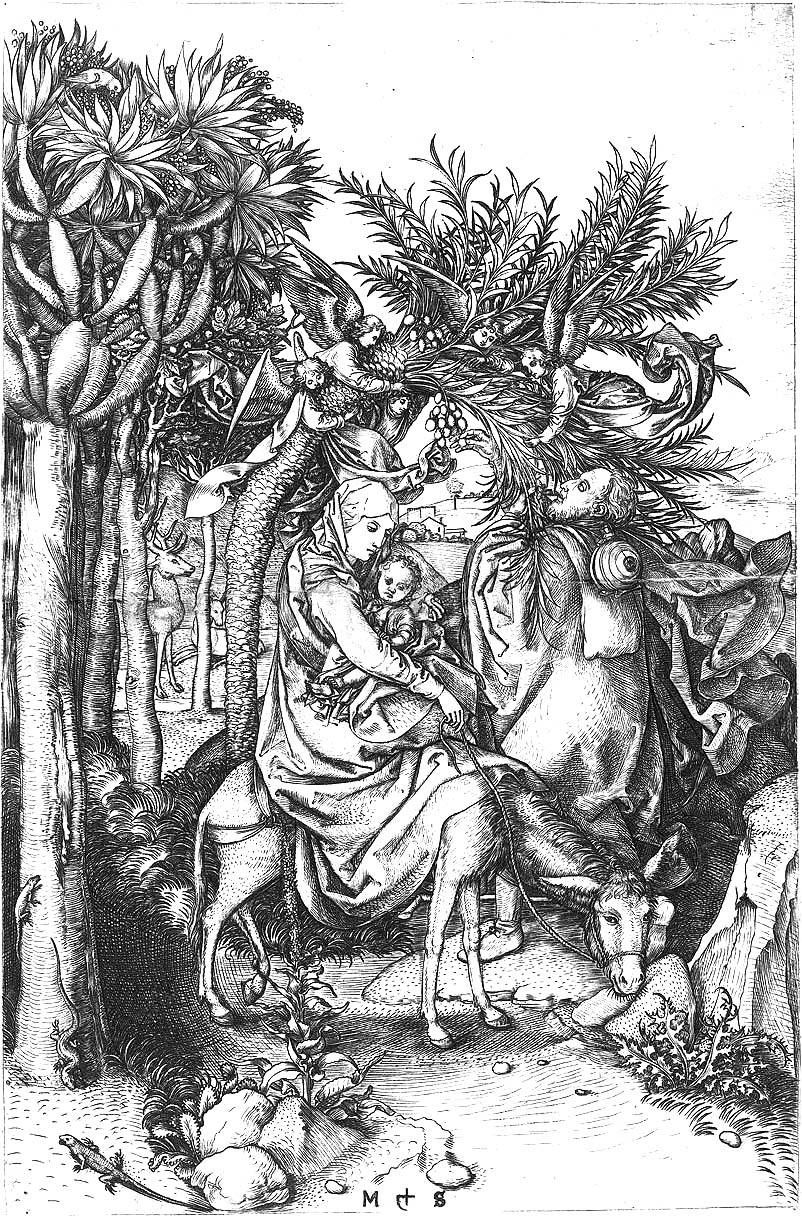
Menekülés Egyiptomba (rézmetszet)

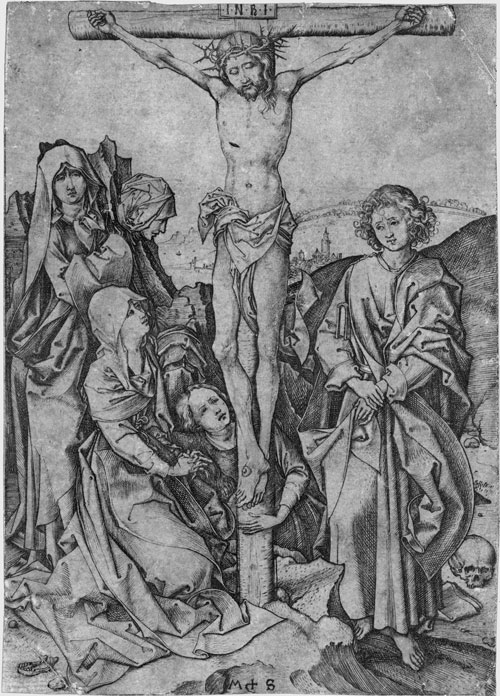
Krisztus a kereszten (rézmetszet)

Martin Schongauer (Colmar, elzászi régió c. 1430. — Breisach am Rhein, 1491. február 2.) német festő és grafikus. A XV. század legnagyobb rézmetszőinek egyike.

## Élete, munkássága
Atyja ötvös műhelyében kezdett tanulni, később Burgundiában, Németalföldön járt, ahol nagy hatással volt festészetére Roger van der Weyden. Szülővárosában telepedett le, festőműhelyt nyitott, itt készítette el az inseheimi kolostor szárnyasoltárát és a híressé vált Madonna a rózsalugasban c. táblaképét a colmari Szt. Márton templom részére. Ez utóbbi  festménye kiválóan szerkesztett kompozíció, mely a részletek kimunkálása és színpompája révén megkapó alkotás. Ma is a colmári templomban őrzik. Egy hasonló kép Bostonban van. Utolsó ítélet c. freskóját a breisachi dómnak festette. Az Elzász és Lotaringia birtoklásáért folytatott francia-német háborúskodások kedvezőtlenül befolyásolták Schongauer szárnyas oltárainak sorsát is, sok műve megsemmisült, vagy kényszerűen eredeti helyéről gyakran el kellett menekíteni.
Festményeinél jóval jelentékenyebb volt azonban grafikusi tevékenysége, mely az európai művelődésben is nagy szerepet játszott Albrecht Dürer fellépte előtt. Schongauer a németalföldi festőket tekintette példaképnek, s képessége volt ahhoz, hogy az ő festői szemléletüket rézmetszetein fejlessze tovább. Festőecset és színek nélkül is odaadó türelemmel, kiváló kompozíció szerkesztéssel, a részletek kimunkálásával, a vésés mesterségbeli tudományával megteremtette a német grafikai iskolát, s követőinek hosszú sorát.
Mintegy 117 rézmetszet került ki Schongauer műhelyéből, amelyek sokszorosításban Európa-szerte elterjedtek, s elsősorban a német művészetre gyakoroltak nagy hatást, de Itália földjére is sok került belőlük. Franciaországban, Németalföldön és az észak-európai országokban is egyre több metszet készült, melynek révén a különböző kultúrák megismerhették saját és egymás művelődési anyagát. Fa- és rézmetszetekkel illusztrált könyvek terjedtek Gutenberg találmánya nyomán, melyeket a kis mesterek szinte mintakönyveknek tekintettek, s szorgalmasan másoltak fa- és rézmetszetekre Andrea Mantegna, Botticelli és más nagy festők szellemében. Az 1470-es évektől Schongauer kis információs vizuális forradalmat csinált rézmetszeteivel.
Rézmetszeteiből remekbe sikerült a 12 lapos Passió-sorozat, az egyes képek közül számos, köztük  Jézus születése, Királyok imádása, később az Okos és balga szüzek c.

## Jézus születése (rézkarc)
Ha alaposan szemügyre vesszük például Jézus születésec. rézkarcát, látjuk, hogy neki is, mint a nagy németalföldi festőknek, minden apró részlet fontos, amely az eseményhez kapcsolódik. Teljesen megtölti a képet, ábrázol kicsorbult köveket, repedésekben nőtt virágokat, boltívre kapaszkodó borostyánt, az állatok szőrét, a pásztorok szakállát, s mindez szervesen illeszkedik a kompozícióba, melynek központi figurája a Szűzanya, aki egy istállónak használatos omladozó kápolnában térdepel a gyermek Jézus előtt, akit köntösének sarkába fektetett, a Szűzanyával együtt imádja az ökör és a szamár a kis Jézust, Szt. József a jó és gondoskodó atya szemével tekint rájuk, a háttérből már érkeznek a jámbor pásztorok, éppen be akarnak térni, mert egyiküknek már jelentette az angyal a Megváltó születését. Jobbról fent a mennyei kórus karácsonyi énekekkel ünnepli az eseményt. A hagyományok valamennyi motívuma szerepel itt, mégis nagyon eredeti ebben a szerkesztésben. Ha gondolatban átlókat húzunk a képen, mindig a Szűzanya feje kerül a középpontba mintegy jelezve, itt most a születésről van szó.

## Művei (válogatás)

### Festmények
- Passió-oltár (dominikánus templom részére, ma colmári múzeum)
- Szárnyasoltár (isenheimi kollégium, ma colmári múzeum)
- Angyali üdvözlet (c. 1472; olaj, fa, oltárkép; Musée d'Unterlinden; Colmár)
- Fiatal nő arcképe (1475-80)
- Madonna a rózsalugasban (c. 1478; colmári templom)
- Utolsó ítélet (breisachi dóm)

### Grafikák

#### Koraiak (1470-75)
- Compostelai Szt. Jakab csatája
- Jézus születése
- Királyok imádása
- Menekülés Egyiptomba
- Szenvedő Krisztus Máriával és Szt. Jánossal

#### Későbbiek (c. 1475-től)
- Címerpajzsos minták
- Apostolokat ábrázoló sorozat
- Mária halála
- Remete Szent Antal megkísértése
- Jézus születése II (c. 1480)
- Elefánt (c. 1485)
- Ecce homo
- Krisztus a kereszten